# الأثب
الأثب: أحد مراكز إمارة منطقة عسير، يقع في شمال شرق أبها على مسافة 73 كيلاً. ويقطنه12000 نسمة.